# Гиперзвук
Гиперзвук — упругие волны с частотами от  109 Гц. По физической природе гиперзвук не отличается от звуковых и ультразвуковых волн. Гиперзвук часто представляют как поток квазичастиц — фононов.

## Характеристики
В воздухе при нормальных условиях гиперзвук не распространяется вследствие сильного поглощения. Наиболее существенны взаимодействия гиперзвука с квазичастицами в среде — с электронами проводимости, тепловыми фононами, магнонами.
Область частот гиперзвука соответствует частотам электромагнитных колебаний дециметрового, сантиметрового и миллиметрового диапазонов (т. н. сверхвысоким частотам — СВЧ). Используя технику генерации и приёма электромагнитных колебаний СВЧ, удалось получить и начать исследование частот гиперзвука ~ 1011 Гц.
Частоте 109 Гц в воздухе при нормальном атмосферном давлении и комнатной температуре соответствует длина волны гиперзвука 3,4·10−5 см или 340 нм, т. е. эта длина одного порядка с длиной свободного пробега молекул в воздухе при этих условиях, и совпадает с длиной волны ближнего ультрафиолетового излучения. Поскольку упругие волны могут распространяться в упругой среде только при условии, что длины этих волн заметно больше длины свободного пробега в газах (или больше межатомных расстояний в жидкостях и твёрдых телах), то в воздухе и газах при нормальном атмосферном давлении гиперзвуковые волны не распространяются. В жидкостях затухание гиперзвука очень велико и дальность распространения мала. Сравнительно хорошими проводниками гиперзвука являются твёрдые тела в виде монокристаллов, но главным образом лишь при низких температурах. Так, например, даже в монокристалле кварца, отличающемся малым затуханием упругих волн, на частоте 1,5·109 Гц продольная гиперзвуковая волна, распространяющаяся вдоль оси Х кристалла, при комнатной температуре ослабляется по амплитуде в 2 раза при прохождении расстояния всего в 1 см. Однако имеются проводники гиперзвука лучше кварца, в которых затухание гиперзвука значительно меньше (например, монокристаллы сапфира, ниобата лития, железо-иттриевого граната и др.).

## Генерация гиперзвука
Долгое время гиперзвуковые волны не удавалось получать искусственным путём (в этом одна из причин выделения этой области спектра упругих волн, названной "гиперзвуком"), поэтому изучали гиперзвук теплового происхождения. Твёрдое кристаллическое тело можно представить как некоторую объёмную пространственную решётку, в узлах которой расположены атомы или ионы. Тепловое движение представляет собой непрерывные и беспорядочные колебания этих атомов около положения равновесия. Такие колебания можно рассматривать как совокупность продольных и поперечных плоских упругих волн самых различных частот — от самых низких собственных частот упругих колебаний данного тела до частот 1012—1013 Гц (далее спектр упругих волн обрывается), распространяющихся по всевозможным направлениям. Эти волны называют также дебаевскими волнами, или тепловыми фононами.
Фонон представляет собой элементарное возбуждение решётки кристалла или квазичастицу. Фонону соответствует плоская упругая волна определённой частоты подобно тому, как фотону соответствует плоская электромагнитная волна определённой частоты. Тепловые фононы имеют широкий спектр частот, тогда как искусственно получаемый гиперзвук может иметь какую-нибудь одну определённую частоту. Поэтому искусственно генерируемый гиперзвук можно представлять как поток когерентных фононов. В жидкостях тепловое движение имеет характер, близкий к характеру теплового движения в твёрдых телах, поэтому в жидкостях, как и в твёрдых телах, тепловое движение непрерывно генерирует некогерентные гиперзвуковые волны.
До того, как стало возможным получать гиперзвук искусственным путём, изучение гиперзвуковых волн и их распространения в жидкостях и твёрдых телах проводилось, главным образом, оптическим методом. Наличие гиперзвука теплового происхождения в оптически прозрачной среде приводит к рассеянию света с образованием нескольких спектральных линий, смещённых на частоту гиперзвука, т. н. рассеяние Мандельштама — Бриллюэна. Исследования гиперзвука в ряде жидкостей привели к открытию в них зависимости скорости распространения гиперзвука от частоты и аномального поглощения гиперзвука (см. Дисперсия звука).
Современные методы генерации и приёма гиперзвука основываются главным образом на использовании явлений пьезоэлектричества (возникновения электрических зарядов на поверхности пьезоэлектрического кристалла, например на пластинке кварца, вырезанной определённым образом под действием механической деформации, и, наоборот, деформация кристалла, помещённого в электрическое поле) и магнитострикции (изменения формы и размеров тела при намагничивании и изменения намагниченности при деформации).
Одним из наиболее распространённых методов генерации гиперзвука является его возбуждение с поверхности пьезоэлектрического кристалла. Для этого последний своим торцом помещается в ту часть резонатора, где имеется максимальная напряжённость электрического поля СВЧ; если кристалл — не пьезоэлектрик, то на его торец наносится тонкая пьезоэлектрическая плёнка, например из сернистого кадмия. Под действием электрического поля СВЧ возникает переменная деформация с той же частотой, которая распространяется по кристаллу со скоростью гиперзвука в виде продольной, или сдвиговой, волны. При этом источником этой волны служит сама торцовая поверхность кристалла. В свою очередь, механическая деформация вызывает на поверхности кристалла появление электрического заряда и, следовательно, подобным же образом может осуществляться приём гиперзвука.
При распространении упругих волн в кристаллах диэлектриков, не содержащих свободных носителей зарядов, эти волны затухают благодаря их нелинейному взаимодействию с тепловыми фононами. Характер этого взаимодействия, а следовательно, и характер затухания зависят от частоты распространяющихся волн. Если частота невелика (область ультразвука), то волна только нарушает равновесное распределение тепловых фононов, которое благодаря случайным неупругим столкновениям их между собой затем восстанавливается; при этом происходит потеря энергии волны. В случае высоких гиперзвуковых частот происходит непосредственное нелинейное взаимодействие гиперзвука, искусственно получаемого, и гиперзвука теплового происхождения; когерентные фононы неупругим образом сталкиваются с тепловыми фононами и передают им свою энергию, что в данном случае и определяет потерю энергии гиперзвука. С понижением температуры тепловые фононы "вымораживаются", их становится меньше. Соответственно этому затухание ультразвука и гиперзвука при понижении температуры существенно понижается.
При распространении гиперзвука в кристаллах полупроводников и металлов, где имеются электроны проводимости, кроме взаимодействия гиперзвука с тепловыми фононами, имеет место взаимодействие гиперзвука с электронами. Упругая волна, распространяющаяся в таких кристаллах, почти всегда несёт с собой со скоростью звука локальное электрическое поле. Это связано с тем, что волна деформирует кристаллическую решётку, смещая атомы или ионы из их положения равновесия, что приводит к изменению внутрикристаллических электрических полей. Возникшие электрические поля изменяют движение электронов проводимости и их энергетический спектр. С другой стороны, если почему-либо происходят изменения состояния электронов проводимости, то изменяются внутрикристаллические поля, что вызывает деформации в кристалле. Таким образом, взаимодействие электронов проводимости с фононами сопровождается поглощением или испусканием фононов.
Изучение затухания гиперзвука в металлах на электронах проводимости позволяет исследовать важные характеристики металлов (времена релаксации, поверхность Ферми, энергетическую щель в сверхпроводниках и др.).
Взаимодействие между искусственными, или когерентными, фононами и электронами становится существенным в области ультразвуковых и особенно в области гиперзвуковых частот в полупроводниках, обладающих пьезоэлектрическими свойствами (например, кристалл сернистого кадмия, в котором взаимодействие между фононами и электронами проводимости очень сильно). Если к кристаллу приложить постоянное электрическое поле, величина которого такова, что скорость электронов будет несколько больше скорости упругой волны, то электроны будут обгонять упругую волну, отдавая ей энергию и усиливая её, т. е. будет происходить усиление упругих волн. Взаимодействие между когерентными фононами и электронами приводит также к акустоэлектрическому эффекту — явлению, которое состоит в том, что фононы, отдавая свой импульс электронам, создают в кристалле постоянную ЭДС и постоянный электрический ток. В случае, когда электроны отдают энергию упругой волне, акусто-ЭДС также возникает, однако имеет противоположный знак.
Рассматривая взаимодействие гиперзвука с электронами, следует принять во внимание тот факт, что электрон, кроме массы и заряда, обладает ещё собственным механическим моментом (спином) и связанным с ним магнитным моментом, а также орбитальным магнитным моментом. Между орбитальным магнитным моментом и спином имеет место спин-орбитальное взаимодействие: если меняется наклон орбиты, несколько меняется и направление спина. Прохождение гиперзвука подходящей частоты и поляризации может вызвать изменение магнитного состояния атомов. Так, при частотах гиперзвука порядка 1010 Гц в кристаллах парамагнетиков взаимодействие гиперзвука со спин-орбитальной системой выражается, например, в явлении акустического парамагнитного резонанса (АПР), аналогичного электронному парамагнитному резонансу (ЭПР) и состоящего в избирательного поглощении гиперзвука, обусловленном переходом атомов с одного магнитного уровня на другой. При помощи АПР оказывается возможным изучать переходы между такими уровнями атомов в парамагнетиках, которые являются запрещёнными для ЭПР.
Используя взаимодействие когерентных фононов со спин-орбитальной системой, можно в парамагнитных кристаллах при низких температурах усиливать и генерировать гиперзвуковые волны на принципе, сходном с тем, на котором работают квантовые генераторы (см. Квантовая электроника). В магнитоупорядоченных кристаллах (ферромагнетики, антиферромагнетики, ферриты) распространение гиперзвуковой волны вызывает появление спиновой волны (изменения магнитного момента, передающиеся в виде волны) и, наоборот, спиновая волна вызывает появление гиперзвуковой волны. Таким образом, один тип волн порождает другой, поэтому в общем случае в таких кристаллах распространяются не чисто спиновые и упругие волны, а связанные магнитно-упругие волны.
Взаимодействие гиперзвука со светом проявляется, как упоминалось выше, в рассеянии света на гиперзвуке теплового происхождения, но эффективность этого взаимодействия очень мала. Однако, применив мощный источник света (например, импульс мощного рубинового лазера), можно получить заметное усиление падающим светом упругой волны. В результате можно генерировать интенсивную гиперзвуковую волну в кристалле мощностью несколько десятков киловатт. В свою очередь, усиленная упругая волна будет в большей степени рассеивать падающий свет, так что при определённых условиях интенсивность рассеянного света может быть одного порядка с падающим; это явление называется вынужденным рассеянием Мандельштама — Бриллюэна.
Таким образом, свойства гиперзвука позволяют использовать его как инструмент исследования состояния вещества. Особенно велико его значение для изучения физики твёрдого тела. В области технических применений, развитие которых только начинается, уже сейчас существенно его использование для т. н. акустических линий задержки в области СВЧ (ультразвуковые линии задержки).